# Portugalská koloniální válka
Portugalská koloniální válka (portugalsky Guerra Colonial Portuguesa), v Portugalsku známá též jako „Zámořská válka“ (portugalsky Guerra do Ultramar) a v bývalých portugalských koloniích též jako „Osvobozenecká válka“ (portugalsky Guerra de Libertação) je označení 13 let trvajícího vojenského střetnutí mezi Portugalskou říší a nacionalistickými hnutími v portugalských koloniích v Africe, podporovanými Spojenými státy i Sovětským svazem a mnohými africkými zeměmi, mezi lety 1961 a 1974.

## Příčiny války
Příčiny dlouholeté koloniální války je třeba hledat v politickém systému v Portugalsku. Od roku 1926 byl u moci autoritářský režim Estado Novo. Portugalsko zachovalo neutralitu v druhé světové válce a snažilo se být neutrální i v začínající Studené válce. Sovětská hrozba z východu ale nakonec přivedla Portugalsko do NATO (v roce 1949). Z účasti v NATO si Portugalci slibovali pomoc proti sílícímu guerillovému osvobozeneckému hnutí v koloniích. V 50. letech sílila osvobozenecká hnutí po celé Africe. Začala tzv. druhá vlna dekolonizace. V letech 1956 - 1964 vyhlásily nezávislost všechny bývalé africké kolonie Francie, Velké Británie a Belgie. Portugalské kolonie tak zůstaly poslední na kontinentě pod koloniální správou. Však i v nich vzniklo silné osvobozenecké hnutí, které začalo proti koloniální správě bojovat.

## Průběh války

### Angola
V tzv. Portugalské západní Africe se volání po revoluci a osamostatnění chopily dvě organizace. Starší a silně levicové bylo Lidové hnutí za osvobození Angoly (MPLA, Movimento Popular de Libertação de Angola). Mělo své základny na území Zairu a podnikalo útoky do severních provincií Angoly. Vyzbrojeni byli zprvu pouze zbraněmi ukořistěnými od koloniálních vojáků a policistů. Mladší hnutí Národní fronta pro osvobození Angoly (FNLA, Frente Nacional de Libertação de Angola) se orientovalo na spolupráci s USA. MPLA se v roce 1961 přesunulo do Zairu a začalo rekrutovat nové vojáky z řad místních farmářů a dělníků. Pokud se místní lidé nepřidali k boji bývaly jejich vesnice srovnány se zemí. Jednotky FNLA začaly napadat portugalské farmy, policejní stanice a pošty. Jejímu vraždění padlo za oběť okolo tisíce portugalských kolonistů. Však díky brutalitě FNLA se světové sympatie začaly klonit na stranu Portugalska a nepříznivě ovlivnili pověst FNLA a jejího vůdce Holdena Roberta

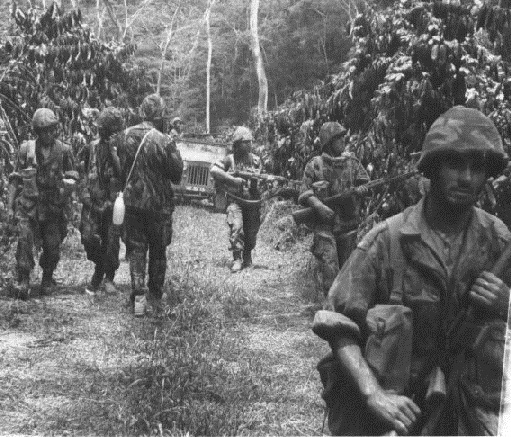
„Vždy vnímaví ... k nebezpečí!“ - portugalští vojáci v Angole

Jako odpověď na vzrůstající násilí se Portugalská armáda pustila do boje s heslem "Oko za oko, zub za zub". Zavražděno bylo mnoho vzbouřenců, ale i neozbrojených demonstrantů. Úspěšný postup Portugalců zatlačil FNLA zpět přes hranici do Zairu. Příchod rebelů vyvolal v Zairu útěk 15 000 uprchlíků. MPLA si v té době nevedla o nic lépe, a tak angolské osvobozenecké hnutí bylo prakticky poraženo. Tím byly hlavní boje v Angole do konce války silně utlumeny. Naštěstí pro rebely se po celém území Angoly začaly tvořit nové guerrilové skupiny. V roce 1966 vzniklo třetí nejdůležitější uskupení v boji za svobodu Angoly. Byl to Národní svaz za úplnou nezávislost Angoly (UNITA, União Nacional para la Independência Total de Angola), který byl z počátku ovlivněn maoismem. Celá angolská scéna byla od té doby rozdělena na čtyři armády (MPLA, FNLA, UNITA a Portugalská armáda). Jednotlivé strany bojovaly proti sobě a vzájemně uzavíraly příměří či koalice. Portugalci z toho výrazně těžili, takže v roce 1973 byla vojenská akceschopnost MPLA téměř nulová, FNLA byla vojensky úplně poražena a UNITA bojovala jen sporadicky.
Celkově se tažení proti rebelům v Angole bere jako nejúspěšnější akci ze strany Portugalska v celé koloniální válce. Nezávislost získala Angola až po převratu v Portugalsku v roce 1974. Nová portugalská vláda stáhla armádu z Angoly a ta vyhlásila 11. listopad 1975 nezávislost. Klid však netrval v Angole dlouho. Vypukla občanská válka, ve které se proti sobě postavila MPLA (podporovaná SSSR) proti UNITA a FNLA (podporována USA). Konflikt zvaný Angolská občanská válka trval do roku 2002.

### Guinea-Bissau

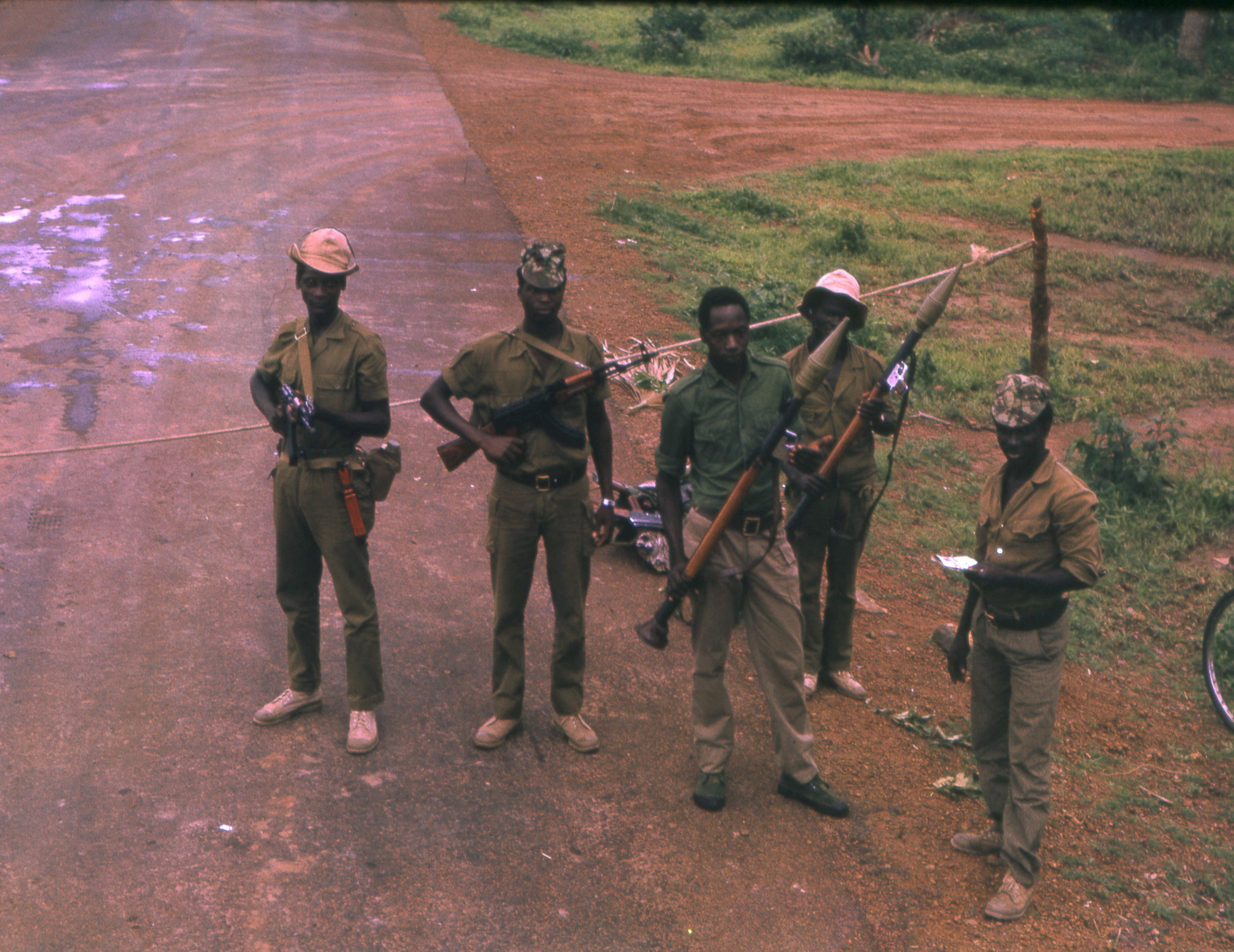
Kontrolní stanoviště - jednotky PAIGC, 1974

Intenzivní boje za nezávislost začaly v Guineji v roce 1963. Hlavním hnutím za svobodu byla marxistická Africká strana nezávislosti Guineje Bissau a Kapverd (PAIGC, Partido Africano da Independência da Guiné e Cabo Verde). Válka v Guineji je označována jako Portugalský Vietnam. Boje se staly nejintenzivnější a nejničivější z celé Portugalské koloniální války. Především proto, že jednotky PAIGC měly dobrý výcvik a výzbroj. Měly bezpečné zázemí na území sousedního Senegalu a republiky Guinea. V roce 1965 se boje rozšířily po celém území kolonie. PAIGC začala dostávat materiální podporu států od socialistického bloku (především Kuby a SSSR). díky tomu přešla portugalská armáda do defenzivy. Portugalská správa byla výrazně oslabována sympatiemi místních obyvatel s PAIGC a přílivem nových rekrutů do jejich jednotek z řad venkovského obyvatelstva. PAIGC těžila z toho, že na osvobozeném území nemuseli rolníci platit daně portugalským vlastníkům půdy. PAIGC nakonec redukovala portugalskou správu na zlomek území Guineje. Na zbytku vybudovala PAIGC funkční správu a začal chránit rolníky před nálety letectva.
V roce 1968 se stal guvernátorem kolonie Guineje António de Spínola. Hned po nástupu do úřadu začal bojovat proti PAIGC zcela novým způsobem. Schválil reformy, které odstranily diskriminaci místního obyvatelstva a měly posílit důvěru v koloniální úřady. Začaly se stavět nové školy a nemocnice. Výrazně se rozšířila silniční síť. Všechno díky veřejným pracím, které dávaly místním práci. Zároveň zahájil novou ofenzívu proti povstalcům. V listopadu 1970 při operaci "Zelené moře" (Operação Mar Verde) se guinejští disidenti s podporou portugalské armády pokusili svrhnout režim Ahmeda Sékou Touréa v sousední Guineji. Režim se sice udržel, ale mezitím Portugalci dokázali zničit mnoho táborů PAIGC a osvobodili své vojáky ze zajateckých lágrů. Boje se opět zintenzivněly. Pomoc PAIGC nabídlo Alžírsko a Nigérie. SSSR poslal k břehům západní Afriky válečné loďstvo.

Portugalské kolonie v Africe za časů Portugalské koloniální války – Kapverdské ostrovy, Guinea-Bissau, Svatý Tomáš a Princův ostrov, Angola a Mosambik

V letech 1968 - 1972 síly útoky Portugalců na území ovládané PAIGC. Portugalci si osvojili nový způsob boje s rebely, který byl zaměřen na likvidaci politických vůdců a generálů PAIGC. V roce 1973 se dokonce armádě podařilo zabít Amílcara Cabralu, který byl hlavou celé PAIGC. Na druhou stranu rebelové získali od SSSR protiletecké kanóny, kterými se konečně mohli efektivně bránit proti portugalskému bombardování.
Boje byly ukončeny Karafiátovou revolucí v Portugalsku v roce 1974. Koloniální vojsko bylo staženo a Guinea-Bissau vyhlásila nezávislost 10. září 1974. V roce 1980 proběhla nenásilná revoluce a k moci se dostal Joao Bernardo Vieira, který vládl až do roku 1998. V tento rok povstala opozice a po občanské válce byl v roce 1999 Viera odstraněn.

### Mosambik
Tzv. Portugalská východní Afrika byla poslední kolonie, kde proběhly boje mezi koloniální armádou a rebely. Do čela osvobozeneckého hnutí se postavila marxistická Osvobozenecké fronta Mosambiku (FRELIMO, Liberation Front of Mozambique). Hnutí bylo podporováno SSSR, Čínou a dalšími komunistickými zeměmi. Válka v Mosambiku začala až v roce 1964. FRELIMO používalo velice často pozemní miny a začala rozšiřovat území své působnosti. Ve válce v Mosambiku se velmi angažovala Rhodesie na straně Portugalců. V roce 1973 už bylo skoro celé území Mosambiku pod kontrolou Portugalců. Nejvýznamnější operací ve válce byla "Operação Nó Górdio". Operaci vedl Kaúlza de Arriaga a stala se největší a nejdražší operací celé koloniální války. O úspěchu operace vedou historici spory, ale faktem zůstává, že ke konci války stále ovládali Portugalci značnou část Mosambiku.
Revoluce v Portugalsku ukončila válku. Nová vláda stáhla portugalské vojsko a z Mosambiku se stal pod názvem Mosambická lidová republika nezávislý stát (25. července 1975). Proti komunistické vládě se ale rychle vytvořila protikomunistická opozice. Už v roce 1975 vznikla nevýznamnější odbojová organizace Národní odpor Mosambiku (RENAMO, Resistência Nacional Moçambicana) a boj uvrhl zemi do konfliktu známým jako Občanská válka v Mosambiku. Válka trvala až do roku 1992.

### Svatý Tomáš a Princův ostrov
Malou portugalskou kolonií bylo souostroví o rozloze 1 001 km² São Tomé and Príncipe ve střední Africe. Vůdčí osvobozeneckým silou se stalo Hnutí za osvobození São Tomé and Príncipe/Sociálnědemokratická strana (MLSTP/PSD, Movimento de Libertação de São Tomé e Príncipe/Partido Social Democrata). Strana byla založena v roce 1960. V roce 1961 se spojila s dalšími levicovými hnutími v koloniích, které bojovali proti portugalské nadvládě. Jádrem hnutí byli emigranti, kteří se koncentrovali v nedalekém Gabonu. K žádným bojům ale nedošlo. Stát Svatý Tomáš a Princův ostrov získal pokojně nezávislost po kolapsu autoritářského režimu v Portugalsku 12. července 1975. Nová vláda silně inklinovala k socialismu a navázala blízké vztahy s Kubou, Čínou a SSSR. První demokratické volby se uskutečnily až v roce 1991.

### Kapverdy
Hnutí za svobodu na ostrovech Kapverdy je silně spojeno s hnutím v nedaleké Guinea-Bissau. I zde se stala hybnou silou marxistická Africká strana nezávislosti Guineje Bissau a Kapverd (PAIGC, Partido Africano da Independência da Guiné e Cabo Verde). Naopak od pevninské Guineje se rebelům nikdy nepodařilo ovládnout Kapverdy, ale ve vodách okolo ostrovů se pohybovalo sovětské loďstvo. Revoluce v Portugalsku v roce 1974 otevřela bránu k nezávislosti. 5. července 1975 se tak i stalo. PAIGC zůstávalo velice aktivní i po odchodu Portugalců. Však k zamýšlenému spojení Kapverdských ostrovů s Guineou-Bissau nedošlo. V roce 1980 proběhla v Guineji revoluce a Kapverdy ztratily naději ve společnou budoucnost v jednom státě. Byla založena Africká strana nezávislost Kapverd (PAICV, Partido Africano da Independência de Cabo Verde), která se držela u moci do roku 1990.